# Suzuyo Takazato
Suzuyo Takazato (chinois : 高里鈴代, née à Taïwan en 1940) est une femme politique, féministe et pacifiste japonaise. En 1995, son engagement pour combattre les violences sexuelles perpétrées par les forces militaires américaines sur l'île d'Okinawa a conduit à l'apparition de protestations importantes pour le retrait de leurs bases sur le territoire.

## Carrière
Après avoir été diplômée du Okinawa Christian Junior College, Suzuyo Takazato a occupé plusieurs postes, parmi lesquels conseillère pour les femmes au sein du gouvernement municipal de Naha. Elle est ensuite devenue membre de l'Assemblée municipale de la ville pendant 15 ans.
À la suite du viol d'une écolière par trois militaires américains en 1995, elle co-fonde l'Okinawan Women Act Against Military Violence. L'organisation avait pour but de mettre en lumière le lien entre les violences militaires et sexuelles, accueillant deux réunions internationales en 1997 puis 2000 pour traiter le sujet. Depuis lors, le militantisme pacifique de Takazato ainsi que son travail au sein de l'organisation ont été internationalement médiatisés.
La militante a également participé à la fondation du premier centre de crise pour les cas de viol d'Okinawa, afin de fournir une assistance téléphonique et des conseils en face à face aux victimes de violences sexuelles.
Malgré le retour de l'île au Japon en 1972 après plus de 15 ans d'occupation américaine, environ 75 % de la totalité des infrastructures militaires américaines construites sur le territoire du Japon se trouvent à Okinawa. Selon elle, le concept de sécurité se réduit à la dimension militaire, et ne prend pas en compte les droits des femmes et des enfants. 120 cas de viols attribués aux forces américaines ont été recensés entre 1972 et 2016, bien qu'ils ne représentent qu'une petite partie du nombre total, incluant les viols souvent non déclarés. Lors d'une interview, elle affirme qu'« il n'y a pas d'autre solution que le retrait des troupes. C'est parce que les forces n'ont pas été retirées [...] que les crimes et les accidents continuent à ce jour »,.

## Antimilitarisme
Au-delà du combat pour la reconnaissance des violences faites aux femmes, Suzuyo Takazato s'oppose plus généralement aux bases militaires qui, selon elle, sont à l'origine de l'insécurité des citoyens d'Okinawa.
Ses principales revendications à ce sujet sont les suivantes :
1. protester de manière pacifique contre l'expansion de l'armée américaine sur l'île,
2. mettre en lumière la responsabilité des crimes militaires (certains crimes étant considérés comme étant commis par de simples « citoyens » américains et non des soldats, dédouanant l'armée américaine de ses actes),
3. promouvoir une véritable sécurité sur l'île pour tous ses habitants[3].

## Œuvre
- Okinawa no Joseitachi: Josei no Jinken to Kichi, Guntai (« Femmes d’Okinawa : droits des femmes, bases et militaires »).

## Récompenses
- Avon Women's Prize (1996)
- Takako Doi Human Rights Award (1997)
- Okinawa Times Award (2011)